# Vasile Oltean
Vasile Oltean (Deal, Alba, 22 de março de 1948) é um filólogo, museógrafo, professor e teólogo romeno, membro-fundador e vice-presidente do "Departamento Cultural da Astra de Braşov". Diretor do museu "primeira escola romena", localizado em Şchei, hoje pertencente a Braşov.

## Obras
- Şcoala românească din Şcheii Braşovului
- Întâia şcoală românească
- Acte, documente şi scrisori din Şcheii Braşovului
- Muntele Baiul, documente inedite
- Imnul naţional „Deşteaptă-te române”
- Junii braşoveni şi troiţele lor din Şchei
- Valea Oanei-Valea plângerii
- Moartea lui Mihai Viteazul la Turda

## Nota
1. ↑  Asociaţia Transilvană pentru Literatura Română şi Cultura Poporului Român. Em português, Associação transilvaniana para literatura  e cultura popular romena.